# Niki Terpstra
Niki Terpstra   (Beverwijk, 18 de maig de 1984) fou un ciclista neerlandès, professional des del 2003 i fins al 2022.

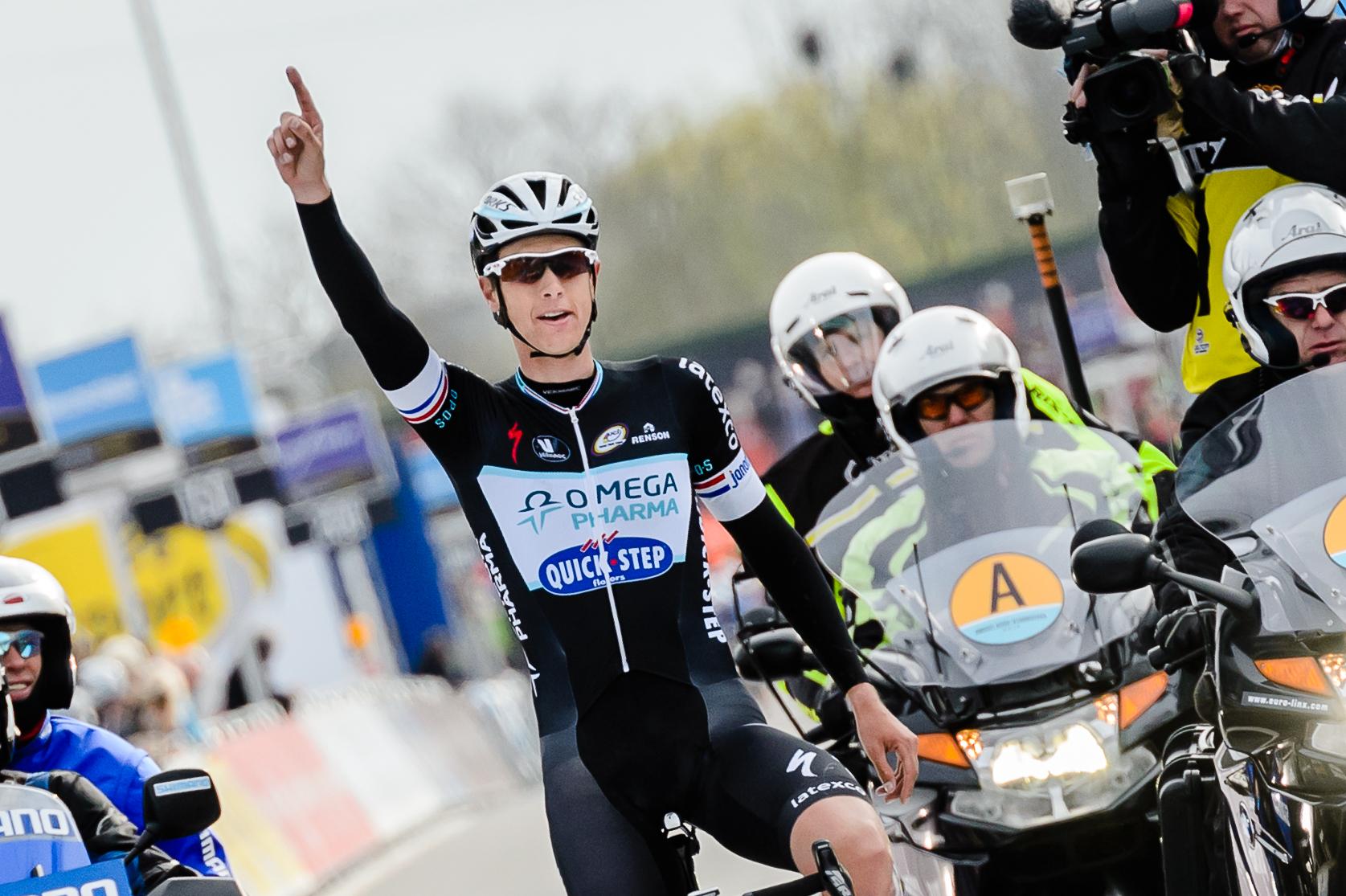
Niki Terpstra, A través de Flandes 2014.

El 2005 guanyà la medalla de plata en persecució per equips al Campionat del Món de ciclisme en pista formant equip amb Levi Heimans, Jens Mouris i Peter Schep.
En ruta destaquen els dos campionats del Món de ciclisme en contrarellotge per equips, tres Campionats nacionals en ruta, i sobretot, la París-Roubaix de 2014, quan amb una escapada a manca de set quilòmetres es presentà en solitari a la meta de Roubaix.

## Palmarès en carretera
- 2004
  - 1r al GP Wielerrevue
  - Vencedor d'una etapa de la Ronde van Midden-Brabant
- 2005
  - 1r a l'Omloop der Kempen
- 2006
  - 1r a l'OZ Wielerweekend i vencedor d'una etapa
  - 1r a la Ronde van Midden Nederland
  - Vencedor d'una etapa del Tour de Normandia
  - Vencedor d'una etapa de la Volta a Bèlgica
- 2009
  - Vencedor d'una etapa del Critèrium del Dauphiné Libéré
  - Vencedor d'una etapa del Ster Elektrotoer
- 2010
  -  Campió dels Països Baixos en ruta
  - 1r a la Sparkassen Giro Bochum
  - 1r a l'Acht van Chaam
- 2012
  -  Campió dels Països Baixos en ruta
  -  Campió del món en contrarellotge per equips
  - 1r a l'A través de Flandes
- 2013
  -  Campió del món en contrarellotge per equips
- 2014
  - 1r a la París-Roubaix
  - 1r al Tour de Qatar i vencedor d'una etapa
  - 1r a l'A través de Flandes
  - 1r a l'Acht van Chaam
- 2015
  -  Campió dels Països Baixos en ruta
  - 1r al Tour de Qatar i vencedor d'una etapa
  - 1r al Tour de Valònia i vencedor d'una etapa
- 2016
  -  Campió del món en contrarellotge per equips
  - 1r a Le Samyn
  - 1r al Dwars door het Hageland
  - 1r a l'Eneco Tour
- 2018
  -  Campió del món en contrarellotge per equips
  - 1r a Le Samyn
  - 1r a l'E3 Harelbeke
  - 1r al Tour de Flandes

### Resultats a la Volta a Espanya
- 2007. 142è de la classificació general
- 2010. 95è de la classificació general
- 2012. 127è de la classificació general
- 2015. No surt (18a etapa)
- 2016. 139è de la classificació general
- 2017. 130è de la classificació general
- 2020. 136è de la classificació general

### Resultats al Tour de França
- 2008. 136è de la classificació general
- 2009. 152è de la classificació general
- 2010. No surt (3a etapa)
- 2011. 134è de la classificació general
- 2013. 149è de la classificació general
- 2014. 94è de la classificació general
- 2018. 119è de la classificació general
- 2019. Abandona (11a etapa)

## Palmarès en pista
- 2004
  -  Campió dels Països Baixos de 50 km
- 2005
  -  Campió dels Països Baixos de 50 km
  -  Campió dels Països Baixos per punts
  -  Campió dels Països Baixos de persecució individual
  -  Medalla de plata al Campionat del món de persecució per equips
- 2006
  -  Campió dels Països Baixos de persecució individual
  -  Campió dels Països Baixos de l'americana (amb Wim Stroetinga)
- 2007
  -  Campió dels Països Baixos de l'americana (amb Wim Stroetinga)
  -  Campió dels Països Baixos de scratch
- 2011
  - 1r als Sis dies d'Amsterdam, amb Iljo Keisse
- 2013
  - 1r als Sis dies de Rotterdam, amb Iljo Keisse
- 2014
  - 1r als Sis dies de Rotterdam, amb Iljo Keisse
  - 1r als Sis dies d'Amsterdam, amb Yoeri Havik
- 2015
  - 1r als Sis dies de Rotterdam, amb Iljo Keisse
- 2019
  - 1r als Sis dies de Rotterdam, amb Thomas Boudat

### Resultats a laCopa del Món
- 2005-2006
  - 1r a Sydney, en Puntuació